# 伍佰
伍佰（1968年1月14日—），出生於嘉義六腳鄉蒜頭村，本名吳俊霖。臺灣搖滾樂創作歌手、指揮家、音樂製作人，同時也是搖滾樂團「伍佰 & China Blue」的主唱及主音吉他手。

## 生平

### 藝名由來

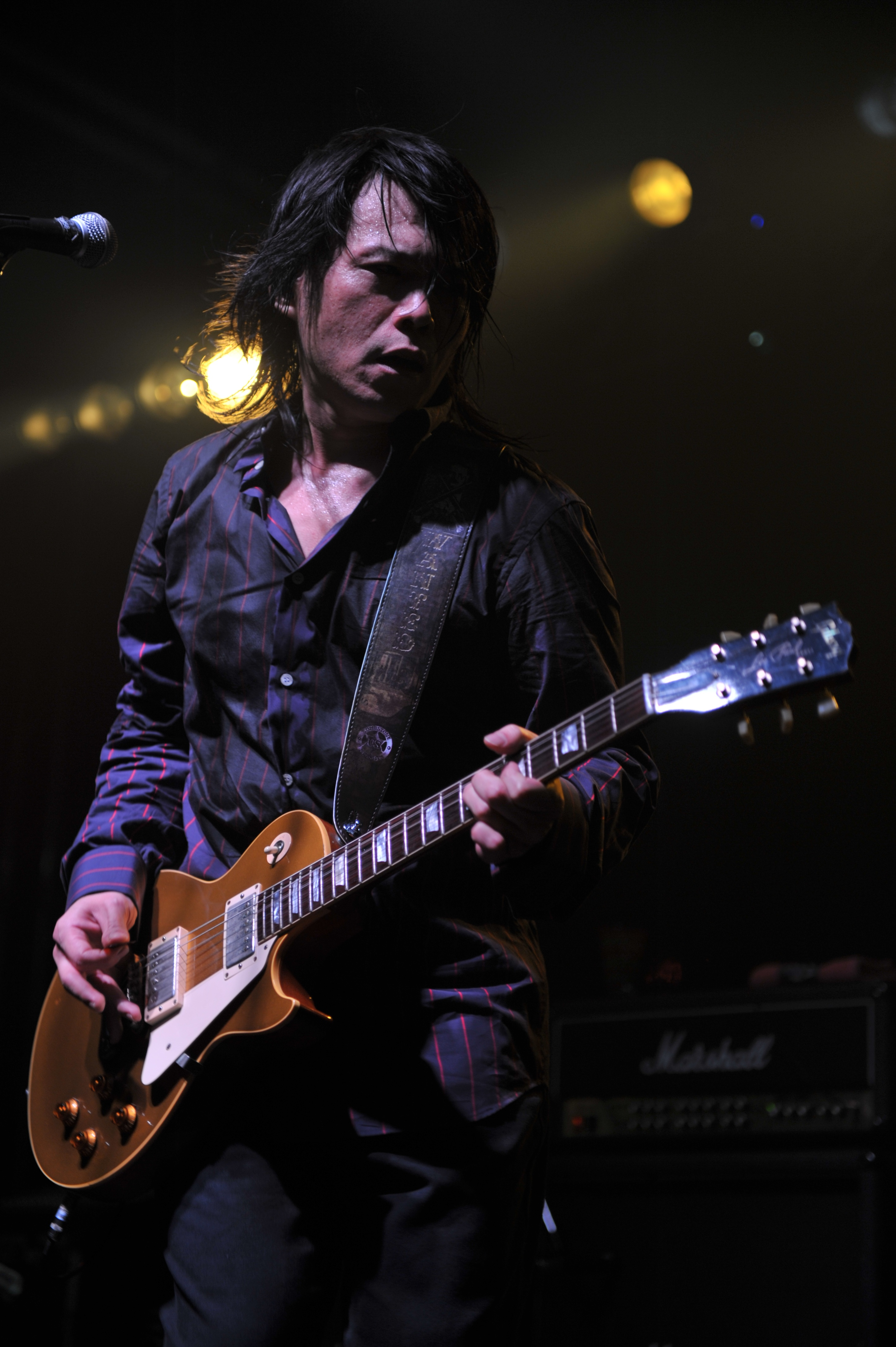

伍佰於1968年1月14日出生於嘉義六腳鄉蒜頭村，求學階段先後就讀於蒜頭國小、太保國中、嘉義高中。他2023年7月上YouTube頻道《驚奇玩起來》時，公開「伍佰」藝名的由來。他家裡以前是賣檳榔，獎狀貼在牆上，常常有客人來買檳榔時，看到牆上的獎狀都會讚，「你兒子這麼厲害哦？五百哦？五科五百哦？」久而久之，「伍佰」也成為了他的藝名。進入嘉義高中之後加入管樂團，大學聯考失利後，轉而發展音樂事業，未出道期間，做過擺地攤，舞廳小弟，保險推銷員，樂器行售貨員等工作。

### 進入歌壇
1989年由于他在台北新音乐节演出获得倪重华注意，签入滚石唱片，於1992年以本名在《少年吔，安啦！》電影原聲帶中演唱，隨後使用本名發行第一張個人專輯《愛上別人是快樂的事》（專輯封面上已有伍佰之藝名）。之後與貝斯手朱劍輝（小朱）、鍵盤手紀墉（大貓）以及鼓手Dino Zavolta（Dino）組成「伍佰 & China Blue」（團長為小朱）開始演唱生涯，並走遍全台灣各地pub，包括「息壤」、「The Gate」到「Live Ago-Go」等大型pub增進現場演唱的實力並增加人氣，自此「伍佰」和「live」正式劃上等號。伍佰 & China Blue 自1992年成軍以來，四名團員從未更換，90年代在台灣成功掀起搖滾樂團live 演出及新台語歌的風潮。
1994年凭着浪人情歌走红，1996年首次舉辦「夏夜晚風」大型演唱會及「伍佰來了」巡迴演唱，創下當時演唱會的票房記錄。1998年為台灣啤酒代言，巡迴在台灣省菸酒公賣局（今台灣菸酒公司）各地的酒廠舉行演唱會，突破以往演唱會場地僅於既有大型場館的限制。

### 歌壇紀錄
伍佰 & China Blue曾在台北市立體育場、香港紅磡體育館、新加坡室內體育館、馬來西亞室內體育館、北京首都體育館、北京工人體育館、上海梅賽德斯-奔馳文化中心、美國House of Blues （页面存档备份，存于）、台北小巨蛋、高雄巨蛋等十大指標性演唱會場館舉辦過售票演唱會。1998年舉辦的台灣『空襲警報』巡迴演唱會及亞洲巡迴演唱會，共吸引當時破紀錄之12萬人次購票入場； 2007年開始舉辦的『妳是我的花朵』世界巡迴演唱會，巡迴亞洲及美洲共11個城市總計14場演出；2012年20週年『大感謝』世界巡迴演唱會，巡迴14個城市。伍佰 & China Blue於2015年第十二次展開其大型巡迴演唱會『無盡閃亮的搖滾全經典』，至2017年共巡迴到23個城市共30場演出。2017年展開第十三套大型巡迴演唱會『透南風』，巡迴台灣北中南三地，為台灣限定的演唱會。2018年開始第十四套大型巡迴演唱會『Rock Star』。2022年成立“太空彈劇團”，2023年2月於台北流行音樂中心演出六場自編自導自演的原創搖滾歌劇“成功之路”。歷年來上千場的演出包括新加坡、馬來西亞、香港、上海、北京、深圳、成都、廣州、日本、韓國、美國、加拿大和澳洲等地。於2006年發表的『妳是我的花朵』歌曲與「花朵舞」，也隨著伍佰 & China Blue的世界巡迴演唱會表演，總計已有二百萬人次和伍佰齊跳“花朵舞”。

### 音樂記事
專輯《樹枝孤鳥》曾獲第10屆金曲獎最佳演唱專輯獎，個人並以《雙面人》專輯獲得第17屆金曲獎之最佳台語男演唱人獎，《釘子花》專輯獲第28屆金曲獎最佳台語專輯。除個人專輯的音乐制作外，也為众多亞洲以及香港知名藝人製作及詞曲創作，如劉德華、張震嶽、張學友、王菲、莫文蔚、萬芳、徐若瑄、譚詠麟、謝霆鋒、蔡依林、王心凌等；
电影歌曲创作方面，曾為電影《少年吔，安啦！》、 《只要為你活一天》、 《聖石傳說》、 《散打》等創作電影歌曲。曾獲台灣電影金馬獎提名最佳電影歌曲『少年吔，安啦』，香港電影金像獎提名最佳電影歌曲『孤星淚』。
1990年出道至今，共發行26張個人專輯，僅台灣專輯總銷量即已累計超過五百萬張。1990年出道至今於華語圈多次獲獎，1997年並獲美國Billboard排行榜及【Ｖ】合頒之亞洲最佳創作藝人獎。共發行28張個人專輯，台灣區專輯總銷量已累計超過五百萬張。
赵雷，五条人乐队等均受伍佰影响而投身音乐行业。
由伍佰代言的「台灣啤酒」「黑松沙士」「風火之旅線上遊戲」「維士比」「華為徠卡雙鏡頭手機」「Uber Eats」等商品皆造成話題。

### 家庭
2003年他和經紀人女友陳文珮在日本福岡结婚。但伍佰直到2005年4月才召開記者會證實此事。

### 其他事業
伍佰初次在電影中擔任主演，為徐克導演所執導的《順流逆流》，並主演陳國富導演的《徵婚啟事》以及鈕承澤導演的電視劇《求婚事務所之戀戀風塵》，袁和平導演的《奇門遁甲》。
在音樂專業以外，伍佰也是一名經驗豐富、熱愛旅行的攝影家，他對旅拍的著迷起源於2003年，一次在北海道旅行期間使用朋友的底片相機，後來漸漸以黑白底片製作，形成自己特有的風格，他主要使用萊卡相機，還去了非洲、南美洲等地取景，並於2011年於台灣北中南三地及新加坡，馬來西亞等地舉辦個人攝影展“More Earth”。2013年舉辦第三次攝影個展“橋飛雪”，2019年於台北，北京，上海舉辦第四次攝影個展“其實不遙遠”。因為喜歡玩雪，還有《伍佰‧滑雪場》等已出版的五本個人攝影書。

## 音樂作品

### 國語錄音室專輯
| 專輯名稱           | 發行日         | 發行     |
| ------------------ | -------------- | -------- |
| 愛上別人是快樂的事 | 1992年8月13日  | 波麗佳音 |
| 浪人情歌           | 1994年12月16日 | 滾石唱片 |
| 愛情的盡頭         | 1996年6月26日  | 滾石唱片 |
| 白鴿               | 1999年11月2日  | 魔岩唱片 |
| 夢的河流           | 2001年12月18日 | 魔岩唱片 |
| 淚橋               | 2003年12月5日  | 愛貝克思 |
| 純真年代           | 2006年10月25日 | 愛貝克思 |
| 太空彈             | 2008年11月7日  | 愛貝克思 |
| 單程車票           | 2011年9月9日   | 環球音樂 |
| 無盡閃亮的哀愁     | 2013年12月13日 | 環球音樂 |
| 讓水倒流           | 2019年7月11日  | 環球音樂 |
| 純白的起點         | 2023年6月16日  | 環球音樂 |

### 台語錄音室專輯
| 專輯名稱 | 發行日         | 發行     |
| -------- | -------------- | -------- |
| 樹枝孤鳥 | 1998年1月12日  | 滾石唱片 |
| 雙面人   | 2005年1月7日   | 愛貝克思 |
| 釘子花   | 2016年12月28日 | 環球音樂 |

### EP
| 專輯名稱               | 發行日    | 發行     |
| ---------------------- | --------- | -------- |
| '97亞洲巡弋紀念盤EP    | 1997年1月 | 滾石唱片 |
| 世界第一等(EP)         | 1998年8月 | 滾石唱片 |
| 全家好神天團重裝出輯EP | 2010年7月 | 愛貝克思 |

### 現場專輯
| 專輯名稱                        | 發行日         | 發行     |
| ------------------------------- | -------------- | -------- |
| 伍佰的LIVE-枉費青春             | 1995年7月20日  | 滾石唱片 |
| 搖滾·浪漫                       | 1997年1月16日  | 滾石唱片 |
| 冬之火                          | 2002年12月     | 滾石唱片 |
| 伍佰力                          | 2004年9月10日  | 愛貝克思 |
| 詩情搖滾                        | 2009年12月18日 | 愛貝克思 |
| 生命的Live現場                  | 2012年12月21日 | 環球音樂 |
| 光和熱-無盡閃亮的世界台北演唱會 | 2015年6月19日  | 環球音樂 |
| 雙面對決演唱會全紀錄            | 2018年1月22日  | 環球音樂 |
| 透南風演唱會影音全紀錄          | 2020年8月28日  | 環球音樂 |
| 成功之路摇滚歌剧现场录音原声带  | 2024年7月12日  | 滚石唱片 |

### 混音專輯
| 專輯名稱        | 發行日        | 發行     |
| --------------- | ------------- | -------- |
| GO PA 人面鯊    | 2005年6月17日 | 愛貝克思 |
| 釘子花EDM Remix | 2017年9月29日 | 環球音樂 |

### 精選輯
| 專輯名稱                                    | 發行日        | 發行     |
| ------------------------------------------- | ------------- | -------- |
| 24K 24Bit珍藏版金碟系列 - 伍佰 & China Blue | 1998年        | 滾石唱片 |
| 電影歌曲典藏                                | 2000年9月28日 | 滾石唱片 |
| 滾石香港黃金十年 - 伍佰精選                 | 2002年        | 滾石唱片 |
| 愛你伍佰年 世紀典藏原音精選40首             | 2004年5月27日 | 滾石唱片 |
| 忘情1015                                    | 2007年6月8日  | 愛貝克思 |

### 影音專輯（VHS、VCD、DVD、BD）
| 專輯名稱                                                               | 發行日         | 發行     |
| ---------------------------------------------------------------------- | -------------- | -------- |
| 「伍佰的LIVE-激情」95 枉費青春演唱會現場實況                           | 1995年7月      | 滾石唱片 |
| 「夏夜晚風」演唱會精選實錄－搖滾·浪漫                                  | 1997年1月      | 滾石唱片 |
| 空襲警報－1998台灣酒廠巡迴演唱會視聽典藏全記錄                         | 1999年2月4日   | 滾石唱片 |
| 1999～2000真世界巡迴演唱會全紀錄                                       | 2000年7月      | 滾石唱片 |
| 冬之火－「九重天」演唱會特選錄音專輯                                   | 2002年12月12日 | 滾石唱片 |
| 伍佰力－Wu Bai & China Blue 2004 LIVE生命熱力                          | 2004年9月10日  | 愛貝克思 |
| 2005厲害演唱會全紀錄                                                   | 2005年12月27日 | 愛貝克思 |
| 妳是我的花朵演唱會精選實錄                                             | 2007年12月15日 | 愛貝克思 |
| 太空彈世界巡迴演唱會精選實錄                                           | 2010年7月9日   | 愛貝克思 |
| 生命的現場 Life Live-伍佰＆China Blue 20週年大感謝台北演唱會影音全紀錄 | 2013年9月3日   | 環球音樂 |
| 光和熱-無盡閃亮的世界台北演唱會                                        | 2015年6月19日  | 環球音樂 |
| 透南風演唱會影音全記錄                                                 | 2020年8月28日  | 環球音樂 |

### 合輯
| 年份          | 專輯名稱                       | 曲名                |
| ------------- | ------------------------------ | ------------------- |
| 1990年        | 完全走調                       | 小人國              |
| 1991年        | 辦桌                           | 樓仔厝              |
| 1992年6月2日  | 《少年吔，安啦！》電影音樂專輯 | 點菸 少年吔，安啦！ |
| 1993年4月     | 《只要為你活一天》電影音樂專輯 | 只要為你活一天      |
| 1999年2月     | 《美麗新世界》電影原聲帶       |                     |
| 2000年1月21日 | 《聖石傳說》電影原聲帶         |                     |
| 2000年9月28日 | 《順流逆流》電影原聲帶         |                     |
| 2005年8月5日  | 台客搖滾百萬驚險輯             |                     |
| 2006年4月7日  | 台客搖滾百萬驚險輯台中紀念盤   |                     |
| 2007年2月     | 《蒼狼》電影原聲帶             | 殲滅                |

### 跨刀作品
| 年份           | 歌手          | 專輯名稱                      | 曲名                                     | 備註                         |
| -------------- | ------------- | ----------------------------- | ---------------------------------------- | ---------------------------- |
| 1992年         | 廖峻          | 異鄉人                        | 小姐免驚                                 | 作詞、作曲、編曲、演奏       |
| 1992年         | 廖峻          | 異鄉人                        | 醉上幾回                                 | 作詞、作曲                   |
| 1992年         | 潘麗麗        | 春雨                          | 雲從山的那邊來                           | 作詞、作曲、製作             |
| 1992年         | 潘麗麗        | 春雨                          | 感情的風寒                               | 作詞、製作                   |
| 1992年         | 潘麗麗        | 春雨                          | 流浪的黑貓仔姐                           | 編曲、製作                   |
| 1992年         | L.A. BOYZ     | 跳                            | 跳                                       | 演唱                         |
| 1993年7月      | 張震嶽        | 就是喜歡你                    | 想你的心情                               | 作詞、作曲、製作             |
| 1993年7月      | 張震嶽        | 就是喜歡你                    | 討厭夏天                                 | 作詞、作曲、編曲、演奏       |
| 1993年7月      | 張震嶽        | 就是喜歡你                    | 就是喜歡你                               | 製作                         |
| 1993年7月      | 張震嶽        | 就是喜歡你                    | 我的心是為你跳                           | 製作                         |
| 1993年7月      | 張震嶽        | 就是喜歡你                    | 大聲聽音樂                               | 製作                         |
| 1993年7月      | 張震嶽        | 就是喜歡你                    | 城市天堂去回票                           | 製作                         |
| 1993年7月      | 張震嶽        | 就是喜歡你                    | 出去走走                                 | 製作                         |
| 1993年7月      | 張震嶽        | 就是喜歡你                    | 愚人節那天                               | 製作                         |
| 1993年12月     | 黃鶯鶯        | 寧願相信                      | 大學生                                   | 作曲、演奏                   |
| 1993年12月     | 黃鶯鶯        | 寧願相信                      | 北風                                     | 作曲、演奏                   |
| 1994年         | 高人傑        | 我的翅膀                      | 明天的夢                                 | 作詞、作曲、演奏             |
| 1994年6月      | 張震嶽        | 花開了沒有                    | 小小要求                                 | 作詞、作曲、製作             |
| 1994年6月      | 張震嶽        | 花開了沒有                    | 長大是件麻煩的事                         | 作詞、作曲、製作             |
| 1994年6月      | 張震嶽        | 花開了沒有                    | 不期而遇                                 | 作曲、製作                   |
| 1995年         | 周華健        | 愛相隨                        | 痛哭的人                                 | 作詞、作曲                   |
| 1995年         | 豬頭皮        | 外好汝甘知                    | 外好汝甘知                               | 作曲、演奏                   |
| 1995年         | 豬頭皮        | 外好汝甘知                    | 火燒厝                                   | 作曲、演奏                   |
| 1996年1月9日   | 萬芳          | 割愛                          | 算了吧                                   | 作詞、作曲                   |
| 1996年5月      | 蘇慧倫        | Lemon Tree                    | 被動                                     | 作曲                         |
| 1996年10月     | 萬芳          | 就值得了愛                    | 然後你怎麼說                             | 作詞、作曲、編曲             |
| 1996年11月     | 李翊君        | 我沒有醉                      | 解藥                                     | 作曲                         |
| 1997年5月      | 蔡秋鳳        | 拼輸贏                        | 漂泊的風度                               | 作曲                         |
| 1997年7月29日  | 楊乃文        | ONE                           | 一個人                                   | 作詞、合音、演奏             |
| 1997年8月      | 蘇慧倫        | 傻瓜                          | 黃色月亮                                 | 作詞、作曲                   |
| 1997年8月      | 蘇慧倫        | 傻瓜                          | 愛是個                                   | 作詞、作曲                   |
| 1997年12月24日 | 劉德華        | 愛在刻骨銘心時                | 世界第一等                               | 作曲                         |
| 1997年12月24日 | 劉德華        | 愛在刻骨銘心時                | 孤星淚                                   | 作詞、作曲                   |
| 1997年12月     | 齊豫          | 駱駝‧飛鳥‧魚                  | 女人與小孩                               | 作曲                         |
| 1998年6月2日   | 莫文蔚        | I SAY 我要說                  | 真的嗎?                                  | 編曲、演奏、製作             |
| 1998年6月2日   | 莫文蔚        | I SAY 我要說                  | 堅強的理由                               | 作詞、作曲、編曲、製作、演唱 |
| 1998年11月20日 | 劉若英        | 很愛很愛你                    | 最初的地方                               | 作曲                         |
| 1999年2月1日   | 莫文蔚        | Live Show 實況轉播(EP)        | 天天鍛鍊                                 | 作曲、編曲、演奏、製作       |
| 1999年         | 金門王&李炳輝 | 來去夏威夷                    | 來去夏威夷                               | 作曲                         |
| 1999年         | 金門王&李炳輝 | 來去夏威夷                    | 小小的所在                               | 作曲                         |
| 2000年2月      | 藍心湄        | 你開心了湄？                  | 春天的貓                                 | 作曲                         |
| 2000年9月      | 徐若瑄        | 假扮的天使                    | 假扮的天使                               | 作曲、編曲、演奏、製作       |
| 2001年3月16日  | 莫文蔚        | 一朵金花                      | 散光(ASTIGMATISM)                        | 作曲、編曲、演奏、製作       |
| 2001年3月16日  | 莫文蔚        | 一朵金花                      | 扇子舞(FAN DANCE)                        | 作曲、編曲、演奏、製作       |
| 2001年3月16日  | 莫文蔚        | 一朵金花                      | 童年末日(CHILDHOOD APOCALYPSE)           | 作曲、編曲、演奏、製作       |
| 2001年3月16日  | 莫文蔚        | 一朵金花                      | 旺角公主(PRINCESS OF MONG KOK)           | 作曲、編曲、演奏、製作       |
| 2001年3月16日  | 莫文蔚        | 一朵金花                      | 角色(AND THE MEN AND WOMEN MERE PLAYERS) | 作曲、編曲、演奏、製作       |
| 2001年3月16日  | 莫文蔚        | 一朵金花                      | 幻聽(TROMPE L'OREILLE)                   | 作曲、編曲、演奏、製作       |
| 2001年3月16日  | 莫文蔚        | 一朵金花                      | 高帽(TOP HAT)                            | 作曲、編曲、演奏、製作       |
| 2001年3月16日  | 莫文蔚        | 一朵金花                      | 忘我(NESCIENCE)                          | 作曲、編曲、演奏、製作       |
| 2001年3月16日  | 莫文蔚        | 一朵金花                      | 冬至(WINTER SOLSTICE)                    | 作曲、編曲、演奏、製作       |
| 2001年3月16日  | 莫文蔚        | 一朵金花                      | 一朵金花(GOLDEN FLOWER)                  | 作曲、編曲、演奏、製作       |
| 2001年9月26日  | 張學友        | 學友熱                        | 如果這都不算愛                           | 作曲                         |
| 2001年9月      | 那英          | 我不是天使                    | 我不是天使                               | 作曲、製作                   |
| 2001年10月18日 | 王菲          | 王菲                          | 兩個人的聖經                             | 作曲、編曲、製作             |
| 2001年10月18日 | 王菲          | 王菲                          | 單行道                                   | 作曲、編曲、演奏、製作       |
| 2001年12月     | 翁倩玉        | O2                            | 楓葉                                     | 作詞、作曲                   |
| 2002年12月     | 萬芳          | 相愛的運氣                    | 不確定                                   | 作曲、編曲、演奏、製作       |
| 2002年12月     | 萬芳          | 相愛的運氣                    | 知道不知道                               | 編曲、演奏、製作             |
| 2003年7月      | 周華健        | 一起吃苦的幸福                | Morning Call                             | 作曲                         |
| 2004年10月     | 黃品源        | 感謝情人                      | 白鷺鷥                                   | 改編詞                       |
| 2005年1月7日   | 蕭薔          | BELLA同名專輯                 | 中毒玫瑰                                 | 作詞、作曲、編曲、製作       |
| 2005年1月      | 朱孝天        | On Ken's Time                 | 傻情人                                   | 作曲、編曲                   |
| 2005年1月      | 大合唱        | 公益曲(愛心無國界‧送愛到南亞) | 愛                                       | 演唱                         |
| 2005年9月      | 譚詠麟        | 星光大道                      | 接受我的愛                               | 作詞、作曲、編曲、合唱       |
| 2005年         | 林佑威        | 45度C天空下 電視原聲帶        | 存在的目的                               | 作詞、作曲                   |
| 2005年11月25日 | 謝霆鋒        | 釋放                          | 拒絕孤獨                                 | 作曲                         |
| 2005年12月27日 | 王心凌        | Cyndi with U                  | 我會好好的                               | 作詞、作曲                   |
| 2008年3月      | 萬芳          | 萬芳的房間劇場                | 夜照亮了夜                               | 作曲                         |
| 2009年11月6日  | 卓文萱        | Play n Fun【1+1】新歌+珍選    | 愛情魔法衣                               | 作詞、作曲                   |
| 2009年12月     | 黃鴻升        | LOVE HERO愛＆英雄             | Love Hero                                | 作詞、作曲                   |
| 2011年10月24日 | 郁可唯        | 微加幸福                      | 你不要我了嗎                             | 作詞、作曲                   |
| 2012年6月15日  | 黃美珍        | 途中                          | 我不哭                                   | 作詞、作曲                   |
| 2012年6月15日  | 黃美珍        | 途中                          | 樹風                                     | 作詞、作曲                   |
| 2012年6月15日  | 黃美珍        | 途中                          | 結（原收錄於「單程車票」專輯）           | 作詞、作曲、演唱             |
| 2013年6月7日   | 鄧福如        | 天空島                        | 完美情人                                 | 作詞、作曲                   |
| 2013年6月7日   | 鄧福如        | 天空島                        | 不要放棄                                 | 作詞、作曲                   |
| 2016年4月22日  | 李千娜        | 說實話                        | 甜美的繩索                               | 作詞、作曲                   |
| 2018年5月31日  | 莫文蔚        | 我們在中場相遇                | 中場沒有休息                             | 作詞、作曲、編曲、製作、演奏 |
| 2023年4月28日  | 鳳小岳        | 柒                            | 風車                                     | 作詞                         |
| 2023年8月25日  | 楊乃文        | Flow                          | 說不出口                                 | 作詞、作曲、演唱             |
| 2023年10月12日 | 王心凌        | BITE BACK                     | 最想你的                                 | 作詞、作曲                   |

### 電影配樂
| 年份   | 電影片名               |
| ------ | ---------------------- |
| 1992年 | 少年吔，安啦！         |
| 1993年 | 只要為你活一天         |
| 1999年 | 美麗新世界             |
| 2000年 | 順流逆流               |
| 2019年 | 想見你                 |
| 2020年 | 風平浪靜（宣傳推廣曲） |

- 武藤敬司：王道（武藤敬司的出場樂），閃光魔術

## 演唱會
| 時間                                      | 地點                                                         |
| 枉費青春-Live a go go錄音演唱會           | 枉費青春-Live a go go錄音演唱會                              |
| ----------------------------------------- | ------------------------------------------------------------ |
| 1995年                                    | 台北                                                         |
| 特級風暴-Pub巡迴演唱會                    |                                                              |
| 1995年                                    |                                                              |
| 夏夜晚風演唱會                            |                                                              |
| 1996年9月13-15日                          | 台北國際會議中心TICC                                         |
| 伍佰來了                                  |                                                              |
| 1996年                                    | 嘉義、新竹、台中、高雄                                       |
| 亞洲巡弋演唱會                            |                                                              |
| 1997年                                    | 吉隆坡、檳城、新加坡                                         |
| 夏日巡迴演唱會                            |                                                              |
| 1997年                                    | 台北、高雄、台中、中壢、嘉義                                 |
| 台灣新音樂演唱會                          |                                                              |
| 1997年9月27日                             | 高雄中山體育場(現闢為中央公園)                               |
| 樹枝孤鳥新歌發表戶外演唱會                |                                                              |
| 1998年1月9日                              | 台北大安森林公園                                             |
| 亞洲LIVE巡迴演唱會                        |                                                              |
| 1998年                                    | 吉隆坡、檳城、新加坡                                         |
| 春季巡迴演唱會-空襲警報-全台灣酒廠之旅    |                                                              |
| 1998年4月25日                             | 板橋酒廠                                                     |
| 1998年5月2日                              | 台中酒廠                                                     |
| 1998年5月9日                              | 屏東酒廠                                                     |
| 1998年5月16日                             | 花蓮酒廠                                                     |
| 1998年5月23日                             | 竹南復興酒廠                                                 |
| 真世界                                    |                                                              |
| 1999年                                    | 台中、高雄、台北、新加坡、吉隆坡、香港                       |
| 五四音樂運動演唱會                        |                                                              |
| 2001年5月4日                              | 台北美麗華                                                   |
| 九重天                                    |                                                              |
| 2002年                                    | 台北、台中、彰化、高雄、新加坡、吉隆坡                       |
| PUB演唱會                                 |                                                              |
| 2004年                                    | 台北市京華城、台中市德安購物中心                             |
| 浪人情歌                                  |                                                              |
| 2004年                                    | 北京                                                         |
| 伍佰& China Blue Life Power生命熱力演唱會 |                                                              |
| 2004年                                    | 台北                                                         |
| 愛力-全台巡迴演唱會                       |                                                              |
| 2004年                                    | 台北、新竹、高雄、台中、嘉義、台南                           |
| 美國巡迴演唱會                            |                                                              |
| 2005年                                    | 美國大西洋城、洛杉磯、舊金山                                 |
| 厲害                                      |                                                              |
| 2005年                                    | 臺北、高雄                                                   |
| 2006年                                    | 上海、哈爾濱、武漢、澳門、新加坡                             |
| 台客搖滾                                  |                                                              |
| 2005年、2006年、2007年                    | 台中                                                         |
| 妳是我的花朵世界巡迴演唱會                |                                                              |
| 2007年                                    | 新莊、吉隆坡、臺南、臺中、花蓮、臺北                         |
| 2008年                                    | 香港、新加坡、北京、溫哥華、洛杉磯、溫州                     |
| 太空彈巡迴演唱會                          |                                                              |
| 2009年                                    | 香港、上海、臺北、西安、雲頂                                 |
| 2010年                                    | 大西洋城、北京、深圳、東莞                                   |
| 今夜伍佰                                  |                                                              |
| 2009年12月18日                            | 台北 Legacy                                                  |
| 2010年7月9日                              | 台北 Legacy 今夜伍佰之太空彈Live DVD發行Party                |
| 2010年11月20日                            | 台北 Legacy 今夜伍佰第三彈!                                  |
| 2010年12月26日                            | 台北 Legacy 今夜伍佰3+                                       |
| 2011年8月27日                             | 高雄 高雄駁二The Wall 今夜伍佰4                              |
| 2011年8月28日                             | 台中 文英館 今夜伍佰4                                        |
| 2011年9月2日、03日                        | 台北 Legacy 今夜伍佰4                                        |
| 2011年9月23日                             | 雪梨 澳州雪梨Round                                           |
| 2011年10月27日                            | 台北 Legacy 今夜伍佰5                                        |
| 2011年10月29日                            | 台中 文英館 今夜伍佰5                                        |
| 2011年10月30日                            | 高雄 高雄駁二The Wall 今夜伍佰5                              |
| 2013年11月30日、12月1日                   | 台北 Legacy 今夜伍佰6                                        |
| 2013年12月6日                             | 台中 方舟DATA 今夜伍佰6                                      |
| 2013年12月7日                             | 高雄 高雄駁二The Wall 今夜伍佰6                              |
| 2015年6月26日                             | 台中 Leagcy 今夜伍佰7                                        |
| 2015年6月27日                             | 高雄 Live Warehouse 今夜伍佰7                                |
| 2015年7月3日、04日                        | 台北 Legacy 今夜伍佰7                                        |
| 2017年3月11日                             | 嘉義 傲頭厝展演空間 今夜伍佰8                                |
| 2017年3月17、18日                         | 台北 Legacy 今夜伍佰8                                        |
| 2017年3月24、25日                         | 台中 Leagcy 今夜伍佰8                                        |
| 2017年4月14、15日                         | 高雄 Live Warehouse 今夜伍佰8                                |
| 2017年4月29日                             | 台東 鐵花村 今夜伍佰8                                        |
| 2017年5月20日                             | 廣州 中央車站 今夜伍佰8                                      |
| 2020年11月20日                            | 高雄 Live Warehouse 今夜伍佰9                                |
| 2020年11月29日                            | 台中 Legacy 今夜伍佰9                                        |
| 2020年12月6日                             | 台北 Legacy 今夜伍佰9                                        |
| 2023年8月4、5日                           | 高雄 Live Warehouse 今夜伍佰10                               |
| 2023年8月12、13日                         | 台北 Legacy 今夜伍佰10                                       |
| 2023年8月18、19日                         | 台中 Legacy 今夜伍佰10                                       |
| 今夜經典                                  |                                                              |
| 2015年1月10日                             | 台中 台中Legacy                                              |
| 20週年大感謝世界巡迴演唱會                |                                                              |
| 2012年6月16日                             | 台北 台北小巨蛋                                              |
| 2012年7月14日                             | 新加坡 Resorts World Convention Centre™, Compass Ballroom    |
| 2012年7月28日                             | 成都 四川省體育館                                            |
| 2012年8月25日                             | 南京 南京奧體中心                                            |
| 2012年9月8日                              | 洛杉磯 Club Nokia                                            |
| 2012年9月15日                             | 檳城 Penang International Sports Arena                       |
| 2012年9月29日                             | 吉隆坡 Malaysia International Exhibition & Convention Centre |
| 2012年10月20日                            | 高雄 高雄巨蛋                                                |
| 2012年12月22日                            | 上海 上海大舞台                                              |
| 2012年12月24日                            | 南昌 南昌臥龍國體中心體育館                                  |
| 2012年12月31日                            | 福州 福建省體育中心體育場                                    |
| 2013年1月5日                              | 北京 北京萬事達中心                                          |
| 2013年3月23日                             | 澳門 澳門威尼斯人金光綜藝館                                  |
| 苗栗國際藝術季                            |                                                              |
| 2013年10月26日                            | 苗栗 苗栗體育場                                              |
| 搖滾音樂會                                |                                                              |
| 2014年4月12日                             | 澳門 澳門銀河酒店                                            |
| 2014年4月19日                             | 廣州 中央車站展演中心                                        |
| 2014年4月24日                             | 香港 香港Star Hall                                           |
| 無盡閃亮的世界巡迴演唱會                  |                                                              |
| 2014年6月14-15日                          | 台北 台北小巨蛋                                              |
| 2014年10月18日                            | 高雄 高雄巨蛋                                                |
| 咪咕和他的朋友演唱會                      |                                                              |
| 2014年9月6日                              | 蘭州 蘭州體育館                                              |
| AMC LIVE HOUSE ROCK ON                    |                                                              |
| 2014年10月3日                             | 成都 成都東郊記憶中心                                        |
| 世界金門日搖滾演唱會                      |                                                              |
| 2014年10月9日                             | 金門 風獅爺廣場                                              |
| 無盡閃亮的搖滾全經典世界巡迴演唱會        |                                                              |
| 2015年1月3日                              | 新加坡 聖淘沙名勝世界宴會廳                                  |
| 2015年1月17日                             | 馬來西亞 雲頂雲星劇場                                        |
| 2015年4月18日                             | 美國 休士頓Arena Theatre                                     |
| 2015年4月30日                             | 深圳 深圳灣體育中心                                          |
| 2015年5月23日                             | 武漢 沌口體育中心                                            |
| 2015年6月20日                             | 北京 萬事達中心                                              |
| 2015年7月25日                             | 南京 五台山中國銀聯體育館                                    |
| 2015年8月1日                              | 上海 梅賽德斯-奔馳文化中心                                   |
| 2015年8月15日                             | 常州 常州武進區體育館                                        |
| 2015年9月12日                             | 重慶 重慶國際博覽中心多功能廳                                |
| 2015年11月21日                            | 沛縣 沛縣體育館                                              |
| 2015年12月24日                            | 天津 天津體育中心                                            |
| 2015年12月26日                            | 儀征 儀化體育館                                              |
| 2016年5月7日                              | 太原 山西體育中心體育館                                      |
| 2016年5月21日                             | 廣州 廣州國際體育演藝中心                                    |
| 2016年7月30日                             | 莆田 莆田市綜合體育館                                        |
| 搖滾上雲頂全經典演唱會                    |                                                              |
| 2016年4月2日                              | 馬來西亞 雲頂雲星劇場                                        |
| 搖滾全經典之雙面對決演唱會                |                                                              |
| 2016年4月15-16日                          | 台北 台北小巨蛋（15日：台語 16日：國語）                     |
| 搖滾上獅城全經典演唱會                    |                                                              |
| 2016年7月6日                              | 新加坡 Suntec                                                |
| 搖滾全經典之正面對決演唱會                |                                                              |
| 2016年11月19日                            | 高雄 高雄巨蛋                                                |
| 搖滾全經典之全面對決演唱會                |                                                              |
| 2017年4月1日                              | 馬來西亞 雲頂雲星劇場                                        |
| 2017年4月8日                              | 上海 梅賽德斯-奔馳文化中心                                   |
| 2017年6月3日                              | 佛山 嶺南明珠體育館                                          |
| 2017年6月23-24日                          | 西寧 海湖體育中心                                            |
| 2017年8月26日                             | 深圳 深圳灣體育中心                                          |
| 2017年9月9日                              | 合肥 奧林匹克體育中心                                        |
| 2017年10月7日                             | 新加坡 聖淘沙名勝世界宴會廳                                  |
| 2017年11月25日                            | 大連 大麥體育文化中心                                        |
| 2017年12月24日                            | 南京 奧林匹克體育中心                                        |
| 2018年1月20日                             | 廣州 廣州體育館                                              |
| 2018年6月16日                             | 四川 成都體育館                                              |
| 2018年6月23日                             | 北京 凱迪拉克中心                                            |
| 2018年9月22日                             | 廈門 嘉庚體育館                                              |
| 伍佰&China Blue 透南風演唱會              |                                                              |
| 2017年9月23日                             | 高雄 高雄巨蛋                                                |
| 2018年3月24日                             | 台中 圓滿戶外劇場                                            |
| 2018年6月30日                             | 台北 台北小巨蛋                                              |
| 伍佰&China Blue Rock Star 巡迴演唱會      |                                                              |
| 2018年8月29日                             | 北京 Blue Note                                               |
| 2018年8月31日                             | 廣州 中央車站                                                |
| 2018年9月1日                              | 廣州 中央車站                                                |
| 2018年9月15日                             | 馬來西亞 雲頂雲星劇場                                        |
| 2018年10月7日                             | 菲律賓 馬尼拉雲頂世界                                        |
| 2019年5月18日                             | 上海 梅賽德斯-奔馳文化中心                                   |
| 2019年5月25日                             | 杭州 黄龍體育中心                                            |
| 2019年6月1日                              | 澳門 百老匯舞台                                              |
| 2019年6月15日                             | 深圳 深圳灣體育中心                                          |
| 2019年6月22日                             | 昆明 新亞洲體育城星耀體育館                                  |
| 2019年9月1日                              | 瀋陽 遼寧體育館                                              |
| 2019年9月7日                              | 新加坡 聖淘沙名勝世界宴會廳                                  |
| 2019年10月5日                             | 馬來西亞 雲頂雲星劇場                                        |
| 2019年11月16日                            | 南京 南京五台山中國銀聯體育館                                |
| 2019年11月30日                            | 福州 福州海峽奧林匹克體育中心綜合館                          |
| 2019年12月14日                            | 長沙 長沙國際會展中心                                        |
| 2019年12月21日                            | 高雄 高雄巨蛋                                                |
| 2019年12月28日                            | 北京 凱迪拉克中心                                            |
| 2021年1月23日                             | 台中 圓滿戶外劇場                                            |
| 2022年9月24日                             | 台北 台北小巨蛋                                              |
| 2022年9月25日                             | 台北 台北小巨蛋                                              |
| 2023年1月2日                              | 高雄 高雄巨蛋                                                |
| 2023年5月19日                             | 馬來西亞 雲頂雲星劇場                                        |
| 2023年5月20日                             | 馬來西亞 雲頂雲星劇場                                        |
| 2023年6月16日                             | 新加坡 聖淘沙名勝世界宴會廳                                  |
| 2023年6月17日                             | 新加坡 聖淘沙名勝世界宴會廳                                  |
| 2023年9月2日                              | 上海 梅赛德斯-奔驰文化中心                                   |
| 2023年9月3日                              | 上海 梅赛德斯-奔驰文化中心                                   |
| 2023年9月9日                              | 北京 凯迪拉克中心                                            |
| 2023年9月10日                             | 北京 凯迪拉克中心                                            |
| 2023年9月15日                             | 郑州 郑州奥林匹克体育中心体育馆                              |
| 2023年9月16日                             | 郑州 郑州奥林匹克体育中心体育馆                              |
| 2023年9月22日                             | 苏州 苏州奥林匹克体育中心体育馆                              |
| 2023年9月23日                             | 苏州 苏州奥林匹克体育中心体育馆                              |
| 2023年10月13日                            | 南京 南京奥体中心体育馆                                      |
| 2023年10月14日                            | 南京 南京奥体中心体育馆                                      |
| 2023年10月21日                            | 重庆 华熙文化体育中心                                        |
| 2023年10月22日                            | 重庆 华熙文化体育中心                                        |
| 2023年10月28日                            | 广州 广州体育馆1号馆                                         |
| 2023年10月29日                            | 广州 广州体育馆1号馆                                         |
| 2023年11月11日                            | 成都 成都金融城演艺中心                                      |
| 2023年11月12日                            | 成都 成都金融城演艺中心                                      |
| 2023年11月24日                            | 合肥 合肥滨湖国际会展中心综合馆（二号馆）                    |
| 2023年11月25日                            | 合肥 合肥滨湖国际会展中心综合馆（二号馆）                    |
| 2023年12月1日                             | 西安 西安奥体中心体育馆                                      |
| 2023年12月2日                             | 西安 西安奥体中心体育馆                                      |
| 2023年12月16日                            | 无锡 无锡体育中心体育馆                                      |
| 2023年12月17日                            | 无锡 无锡体育中心体育馆                                      |
| 2023年12月22日                            | 宁波 宁波奥体中心体育馆                                      |
| 2023年12月23日                            | 宁波 宁波奥体中心体育馆                                      |
| 伍佰&China Blue 摇滚音乐会                |                                                              |
| 2024年4月6日                              | 悉尼 The Star Event Centre                                   |
| 2024年4月10日                             | 墨尔本 墨尔本会展中心                                        |
| 2024年4月13日                             | 奥克兰 Eventfinda Stadium                                    |
| 伍佰&China Blue Rock Star 演唱会          |                                                              |
| 2024年4月27日                             | 拉斯维加斯 名胜世界剧院                                      |
| 2024年5月1日                              | 尼亚加拉瀑布城 OLG Stage at Fallsview Casino                 |
| 2024年5月5日                              | 康乃狄克州 康州金神体育馆                                    |
| 2024年5月11日                             | 澳门 銀河綜藝館                                              |
| 2024年5月12日                             | 澳门 銀河綜藝館                                              |
| 伍佰&China Blue 摇滚音乐会                |                                                              |
| 2024年7月7日                              | 新加坡 金沙會議展覽中心                                      |
| 2024年8月17日                             | 吉隆坡 Mega Star Arena                                       |
| 2024年8月18日                             | 吉隆坡 Mega Star Arena                                       |
| 伍佰&China Blue Rock Star 2 演唱会        |                                                              |
| 2025年4月19日                             | 新加坡 新加坡室内体育馆                                      |
| 2025年6月13日                             | 台北 台北小巨蛋                                              |
| 2025年6月14日                             | 台北 台北小巨蛋                                              |
| 2025年6月15日                             | 台北 台北小巨蛋                                              |
| 2025年7月5日                              | 上海梅赛德斯-奔驰文化中心                                    |
| 2025年7月6日                              | 上海梅赛德斯-奔驰文化中心                                    |
| 2025年7月12日                             | 吉隆坡 亞通體育館                                            |
| 2025年8月1日                              | 杭州奥体中心体育馆                                           |
| 2025年8月2日                              | 杭州奥体中心体育馆                                           |
| 2025年9月6日                              | 青岛市民健身中心体育馆                                       |
| 2025年9月7日                              | 青岛市民健身中心体育馆                                       |
| 2025年9月20日                             | 厦门奥林匹克体育中心-凤凰体育馆                              |
| 2025年9月21日                             | 厦门奥林匹克体育中心-凤凰体育馆                              |
| 2025年10月2日                             | 橫濱Pia Arena MM                                             |
| 2025年11月22日                            | 高雄 高雄巨蛋                                                |
| 2025年11月23日                            | 高雄 高雄巨蛋                                                |

## 音樂錄影帶
- 1996年：《被動》（蘇慧倫）
- 1996年：《然後你怎麼說》（萬芳）
- 1998年：《堅強的理由》（莫文蔚）
- 1997年：《一個人》（楊乃文）
- 2002年：《雙手插口袋》（張震嶽）
- 2004年：《愛》（愛心無國界．送愛到南亞 - 大合唱）
- 2005年：《接受我的愛》（譚詠麟）
- 2012年：《你不要我了嗎》（郁可唯）

## 戲劇演出

### 電影
| 年份   | 片名                             | 角色                     |
| ------ | -------------------------------- | ------------------------ |
| 1988年 | 《大頭仔》                       | 大頭仔吳進成的小弟       |
| 1993年 | 《只要為你活一天》               | 客串劇中鑼鼓陣團員       |
| 1998年 | 《徵婚啟事》                     | 一名熱愛音樂的吉他店員   |
| 1999年 | 《美麗新世界》                   | 流浪歌手                 |
| 2000年 | 《順流逆流》                     | 殺手阿杰                 |
| 2004年 | 《新警察故事》                   | 客串劇中謝霆鋒的搶匪父親 |
| 2007年 | 《亞瑟的奇幻王國：毫髮人的冒險》 | 馬塔殺(中文版配音)       |
| 2017年 | 《Mrs K》                        | 醫生老公                 |
| 2017年 | 《奇門遁甲》                     | 老大                     |
| 2023年 | 《山椒魚來了》                   | 旁白                     |
| 2024年 | 《愛情城事－送報員》             | 阿杰                     |

### 電視劇
| 年份   | 頻道       | 劇名                               | 角色 | 備註 |
| ------ | ---------- | ---------------------------------- | ---- | --- |
| 2004年 | 台視、東森 | 《求婚事務所》第二單元《戀戀風塵》 | 阿傑 | 1. 專輯《淚橋》中的《晚風》，為伍佰以劇中人心情寫的歌。 此曲亦為該劇的插曲之一，不過在一些播放版本中，該曲被換成了其它歌手的曲子。 2. 劇中有伍佰清唱《難忘的鳳凰橋》片段。 |
| 2014年 | 三立、東森 | 《我的自由年代》                   | 本人 | 客串並演唱《不滿》、《牽掛》兩首作品 |

### 搖滾歌劇
| 年份   | 劇團       | 劇名                               | 導演 | 角色         |
| ------ | ---------- | ---------------------------------- | ---- | ------------ |
| 2023年 | 太空彈劇團 | 《成功之路 How To Be A Rock Star》 | 伍佰 | 光魔王、布魯 |

## 書籍作品
| 年份           | 書名                                | 出版社   | ISBN               |
| -------------- | ----------------------------------- | -------- | ------------------ |
| 2001年3月1日   | 《月光交響曲》                      | 商周出版 | ISBN 9576677165    |
| 2002年12月25日 | 《我是街上的遊魂 而你是聞到我的人》 | 聯經出版 | ISBN 9570825332    |
| 2002年12月25日 | 《九重天》                          | 聯經出版 | ISBN 9750825324    |
| 2007年1月25日  | 《伍佰‧風景》                       | 時報出版 | ISBN 9571345687    |
| 2009年4月16日  | 《伍佰‧故事》                       | 時報出版 | ISBN 9789571350073 |
| 2014年12月17日 | 《伍佰‧台北》                       | 凱特文化 | ISBN 9789865882860 |
| 2015年6月19日  | 《我要變成你眼前的光和熱》寫真書    | 環球唱片 |                    |
| 2016年8月26日  | 《在城市的時間裡輕輕滴淌而下》      | 凱特文化 | ISBN 9789869323956 |
| 2020年11月5日  | 《伍佰‧滑雪場》                     | 尖端出版 | ISBN 9789571091389 |

## 廣告代言
- 比雅久機車Hot 50廣告歌曲演唱
- 1996年：「維他露P PLUS-C」（作詞／作曲／演出／演唱：青春）
- 台灣菸酒公司「台灣啤酒」
- 黑松公司「黑松沙士」（「熱情衝衝衝」篇）
- 今生金飾
- 線上遊戲《神影特攻》
- 聖心教養院、聯合勸募（公益廣告）
- Airwaves
- 聲寶「新轟天雷」電視機
- 線上遊戲《風火之旅》
- 台灣菸酒公司「玉山高粱」
- 2009年-2015年：三洋藥品「三洋維士比液」
- 全家便利商店「好神搖滾公仔」
- 2012年：世界展望會第24屆飢餓三十代言人
- 手機遊戲《三國志一統天下》
- 罕見疾病基金會 (平面及電台廣告演出)
- 2016年：華為Mate 9手機代言人 (臺灣)
- 2017年：華為P10 Plus手機代言人 (臺灣)
- 2020年：聚划算購物網(演出、廣告歌曲)
- 2020年：Uber Eats (與林志玲合作)
- 2020年：毛起來愛生命園區救助計劃(公益廣告)
- 2021年：維士比馬力夯Plus
- 2021年：維他露KO咖啡王
- 2022年：手機遊戲《三國志・戰略版》

## 得獎紀錄
| 年度   | 獎項 |
| ------ | --- |
| 1994年 | 《浪人情歌》獲中華音樂人交流協會評選十大專輯 |
| 1995年 | 《枉費青春》獲中華音樂人交流協會評選十大專輯 |
| 1996年 | - 《愛情的盡頭》獲中國時報及中華音樂人交流協會評選十大專輯 - 聯合晚報評選十大專輯第一名 - Channel V【Ｖ】榜中榜TOP20 - ICRT評選年度最佳搖滾歌曲 - 十大偶像之最佳團體偶像 |
| 1997年 | - 美國Billboard告示牌排行榜及Channel V【Ｖ】合頒之「亞洲最佳創作藝人獎」 - 《搖滾·浪漫》獲1997年中華音樂人交流協會評選十大專輯 |
| 1998年 | - 金曲獎最佳國語男演唱人提名 - 大成報十大校園巨星獎 - 《樹枝孤鳥》獲中國時報評選十大專輯 - 民生報金曲龍虎榜年度台語總冠軍 - 中華音樂人交流協會評選十大專輯及十大年度歌曲《煞到妳》 |
| 1999年 | - 《樹枝孤鳥》獲金曲獎「最佳演唱專輯獎」 - 中國時報十大人氣歌手第一名 - 香港YMC音樂電視台至尊榜亞洲全能音樂人獎 - 《白鴿》獲Channel V【Ｖ】榜中榜TOP20及年度最佳歌曲獎 |
| 2000年 | - 《我的名字》獲Channel V【Ｖ】榜中榜TOP20 - 新加坡金曲獎榮譽大獎 - 千禧十大偶像媒體最關愛偶像獎 - 中國原創音樂流行榜「台灣最受歡迎男歌手」、「台灣最佳創作歌手」 |
| 2001年 | - 中國音樂風雲榜「傳媒推薦大獎」 - MTV台封神榜音樂獎「十大人氣歌手」 - MTV音樂電視台與CCTV中央電視台舉辦的音樂盛典，獲「台灣最佳男歌手」大獎 - 中國原創音樂流行榜 「年度最佳流行專輯」、「年度專輯最佳製作人」 |
| 2002年 | - 華語音樂傳媒大獎：「年度藝人獎」、「最佳製作人」、「最佳作曲人」 - 中國音樂風雲榜：「年度最佳搖滾專輯」、「年度男歌手飛躍獎」 - 香港新城電台國語力頒獎典禮 年度金曲《妳愛我》 - 全球華語歌曲排行榜 年度金曲《妳愛我》：「最佳創作歌手獎」 - TVB 8金曲榜年度金曲《妳愛我》：「最佳樂隊獎」、「最佳編曲獎」、「最佳MTV獎」 - 中國原創音樂流行榜：「最佳樂隊獎」 |
| 2004年 | 中國音樂先鋒榜「最佳創作歌手獎」 |
| 2005年 | 中華音樂人交流協會評選十大年度歌曲《台灣製造》 |
| 2006年 | 金曲獎「最佳台語男演唱人獎」 |
| 2012年 | CCTV-MTV「年度最佳樂團獎」 |
| 2014年 | - 全球華語榜中榜「最佳創作男歌手獎」、「最佳音樂製作人獎」 - Music Radio 中國TOP排行榜「最佳創作男歌手獎」、「最佳作曲人獎」、「年度金曲-我們註定在一起」 |
| 2016年 | 《釘子花》獲中華音樂人交流協會評選十大專輯，其中歌曲《蹦孔》獲十大單曲 |
| 2017年 | 《釘子花》獲金曲獎「最佳台語專輯獎」 |
| 2018年 | 第十八屆華語音樂傳媒大獎：「年度搖滾藝人獎」、《釘子花》獲「年度錄音」 |
| 2020年 | - 《讓水倒流》專輯獲hit FM 「hito樂團獎」 - GQ雜誌年度最GQ賞：Lifetime Achievement - 中華音樂著作權協會MUST 年度貢獻獎 |

## 外部連結
- 伍佰官方網站 （页面存档备份，存于）
- 伍佰 (clubwubai)的X（前Twitter）
- 伍佰 Wu Bai (wubaiclub)的Facebook專頁
- 伍佰的新浪微博
- YouTube上的伍佰頻道
- 伍佰在互联网电影资料库（IMDb）上的資料（英文）
- 伍佰在香港影庫上的簡介
- 伍佰在豆瓣上的资料（简体中文）
- 伍佰在时光网上的簡介（简体中文）